# Torbiel przewodu tarczowo-językowego
Torbiel przewodu tarczowo-językowego (torbiel środkowa szyi, łac. cystis ductus thyreoglossi, cystis colli mediana) - zaburzenie rozwojowe polegające na obecności pozostałości przewodu tarczowo-językowego (ductus thyreoglossus), stanowiącego w embriogenezie drogę zstępowania zawiązka tarczycy z dna jamy ustnej do przestrzeni przedniej szyi. Torbiel jest wyścielona nabłonkiem migawkowym lub wielowarstwowym płaskim, znajduje się w linii środkowej szyi w okolicy kości gnykowej. Mogą w niej także znajdować się odszczepione tkanki tarczycy. Torbiel środkowa wymaga leczenia operacyjnego (operacja Sistrunka). Czasami ulegać może nadkażeniu ropnemu i przebijać się na zewnątrz skóry szyi. Niezwykle rzadko w torbieli środkowej szyi może rozwijać się nowotwór złośliwy, najczęściej o utkaniu raka tarczycy (rak brodawkowaty), co tłumaczy embriogenezę torbieli.